# Засенко В'ячеслав Васильович
В'ячесла́в Васи́льович Засе́нко (нар. 5 січня 1951 року, Київ) — педагог, доктор педагогічних наук (1997), професор (2007), академік НАПНУ (2016), заслужений діяч науки і техніки України (2012), радник директора Інституту спеціальної педагогіки і психології ім. М. Ярмаченка НАПНУ. Син Засенко Наталії Федорівни.

## Біографічні дані
Народився 5 січня 1951 року в Києві.
У 1972 році закінчив Київський педагогічний інститут. Працював учителем.
З 1974 по 1994 рік працював в Інституті педагогіки АПНУ. З 1994 по 2000 — завідувач лабораторії сурдопедагогіки, з 2000 по 2008 — заступник директора з наукової роботи, з 2009 по 2021 — директор Інституту спеціальної педагогіки НАПНУ.

## Наукова робота
Вивчає проблеми диференційованого та інклюзивного навчання, соціально-трудової адаптації й інтеграції осіб з порушеннями психофізичного розвитку. Був головним редактором журналу Особлива дитина: навчання і виховання.

### Основні праці
За ЕСУ:
- Сурдопедагогика: учеб. — Москва, 1989 (співавтор);
- Підготовка глухих учнів до самостійної трудової діяльності. — К., 1990;
- Соціально-трудова адаптація випускників шкіл-інтернатів для глухих і слабочуючих. — К., 2002;
- Українська мова: підруч. для 5-го кл. школи глухих. — К., 2003 (співавтор);
- Диференціація навчання — важлива умова соціально-трудової адаптації осіб з порушеннями слуху // Пед. і психол. науки в Україні: Зб. наук. пр. до 15-річчя АПНУ. — Т. 3. — Психологія, вікова фізіологія, дефектологія. — К., 2007[1].

## Нагороди
- Заслужений діяч науки і техніки України (2012);
- Орден «За заслуги» 3-го ступеня (2021).